# Jardim Botânico Tropical
O Jardim Botânico Tropical, também conhecido como Jardim do Ultramar, é um jardim botânico situado na cidade de Lisboa especializado em flora tropical e subtropical. Inclui no total mais de 700 espécies originárias dos diversos continentes. 

## Descrição
Ocupa uma área total de 7 hectares (com o Jardim Botânico propriamente dito em cerca de 5 hectares), que integra várias estufas e edifícios e diversas instalações de apoio (administrativas, direcção, gabinetes de trabalho e armazém de materiais), uma xiloteca e uma biblioteca.
No jardim, a ênfase é posta em árvores e plantas raras, tropicais e subtropicais, muitas delas em perigo de extinção. Entre as mais curiosas estão os dragoeiros, nativos das Canárias e da Madeira, araucárias e uma bela avenida de palmeiras Washingtonia.
Como parte do seu património conta-se uma população de aves que desde há várias décadas é um dos motivos de atração de turistas, composta por patos, gansos, galinhas e pavões.

## História
O Jardim Botânico Tropical foi inicialmente criado como Jardim Colonial a 25 de Janeiro de 1906 pelo rei D. Carlos I, sob tutela do antigo Instituto Superior de Agronomia, localizando-se nas Estufas do Conde de Farrobo (actualmente o Jardim Zoológico de Lisboa). Funcionaria posteriormente como centro de investigação do Instituto das Ciências Tropicais.   
A sua instalação no espaço actual deu-se em 1914, quando se dá a relocalização da Cerca do Palácio de Belém, tendo passado a funcionar no Palácio dos Condes da Calheta o Museu Agrícola e Colonial. A implantação do jardim nos terrenos em Belém foi dirigida por Henry Navel, jardineiro paisagista francês.    
Durante a Exposição do Mundo Português, em 1940, o jardim albergou a Secção Colonial, tendo na "Ilha das Fruteiras", localizada no centro do lago, chegado a habitar membros de uma tribo do Arquipélago dos Bijagós, na Guiné-Bissau, à semelhança do que aconteceu noutros "Zoos Humanos" da época. De entre as alterações que se realizaram temporariamente para a Exposição conta-se ainda a construção de pequenos pavilhões que pretendiam representar a totalidade das colónias portuguesas. "Angola e Moçambique" estavam representadas juntas num só pavilhão desenhado por António Lino (construído em torno do Palácio dos Condes da Calheta), a "Guiné" num pavilhão desenhado por Gonçalo de Mello Breyner, as "Possessões Insulares" (Cabo Verde, São Tomé e Príncipe e Timor) eram representadas por um pavilhão da autoria de Vasco Regaleira, por fim a "Índia" encontrava-se instalada numa típica casa colonial, como (erradamente) se esperava que todas fossem nas colónias portuguesas. Foi também temporariamente erguida uma igreja da autoria de Raul Xavier.
Em 1944 alterar-se a designação para Jardim e Museu Agrícola Colonial, e depois para Jardim e Museu do Ultramar, tendo passado para a Junta de Investigações do Ultramar.   
Foi classificado como Monumento Nacional em 2007, pelo Ministério da Cultura, e passa a deter o seu nome atual, Jardim Botânico Tropical.Tendo pertencido até 2015 ao Instituto de Investigação Científica Tropical, desde essa altura integrou o conjunto de instituições sob a alçada da Universidade de Lisboa. 
É atualmente gerido em conjunto com o Museu Nacional de História Natural (MUHNAC) e o Jardim Botânico de Lisboa.
Em janeiro de 2019, o jardim encerrou devido a obras de reabilitação extensiva. Foran intervencionadas infraestruturas básicas como os caminhos, as condutas de águas, da rega, da energia e também os edifícios. No final das obras, o Jardim Botânico Tropical vai reabrir o "Jardim dos Catos", que está encerrado há várias décadas, sendo estas as primeiras grandes obras de reabilitação desde a década de 1940. Reabriu ao público no dia 25 de Janeiro de 2020, com entrada gratuita e um programa de celebrações que inclui música, comida, dança, desenho e visitas guiadas com especialistas.

## Edifícios

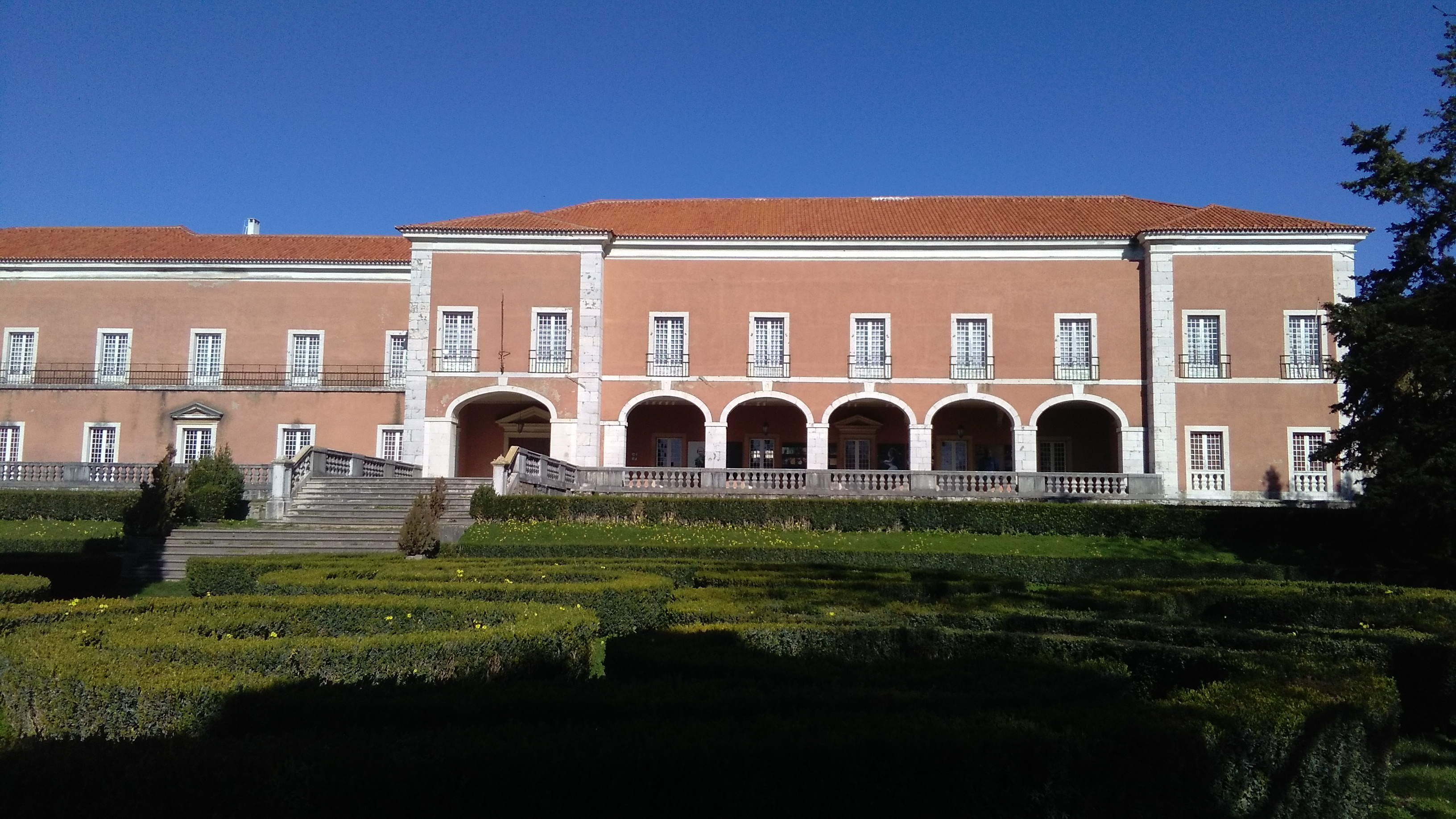
Palácio dos Condes da Calheta

Os edifícios de investigação e o Museu Tropical de Lisboa estão instalados no Palácio dos Condes da Calheta, uma mansão do século XVIII cujo primeiro piso é composto por doze salas. O interior está coberto de azulejos principalmente do século XVII e XVIII, sendo de destacar a Sala das Batalhas e a Sala da Caça. O museu tem 50.000 plantas secas e 2414 amostras de madeiras, a Xiloteca é assim, a mais completa do país. As amostras de madeira provém essencialmente de locais tropicais, havendo amostras de África, Brasil, Japão, China e Austrália. 
Durante a Exposição do Mundo Português de 1940 foi construída uma fachada alternativa, mais modernista, de modo a melhor se adequar ao espírito da exposição, tendo acabado por ser o maior pavilhão das colónias, por isso mesmo reservado para Angola e Moçambique.
A "Casa do Jardineiro" é tida como o local de trabalho de Henry Navel, quando este desenhou o jardim.
A "Casa de Chá", anteriormente designada "Restaurante Colonial".
A "Casa da Direção", antes conhecida como "Casa Colonial", representava o modelo das residências portuguesas nas colónias. Tem dois pisos, sendo o interior do piso térreo (chão e paredes) cobertos a azulejos da Fábrica de Sant'Anna. 
No exterior existe um pátio com painéis de azulejos da autoria do pintor Mário Reis, o "Lago das Cobras" e ainda um baixo-relevo de Manuel Oliveira. 
Ainda no mesmo espaço encontra-se a "Casa do Leão" que, durante a Exposição do Mundo Português, terá albergado um leão vivo.
No "Pavilhão das Matérias-Primas", de 1940, xiloteca onde se encontram armazenadas e catalogadas madeiras tropicais.

## Estufas

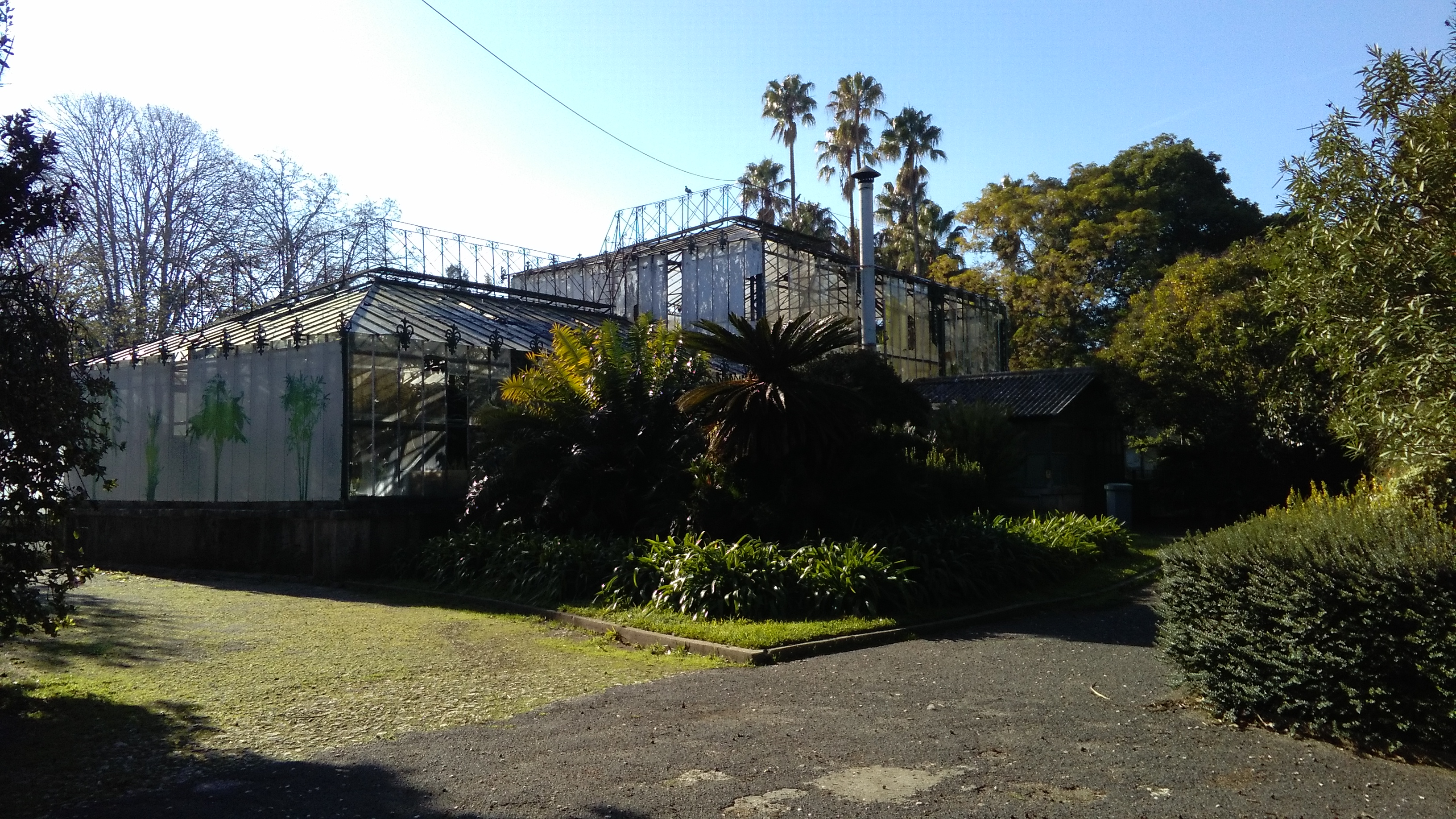
Estufa Principal

A Estufa Principal (de maiores dimensões), foi edificada em 1914, em ferro e vidro, ao gosto da época. Apesar de se encontrar em visível estado de abandono, encontram-se ainda espécies centenárias do tempo em que o Jardim se localizava nas Estufas do Conde de Farrobo (espaço que hoje alberga o Jardim Zoológico de Lisboa).
Em 1947 foram acrescentadas a esta, duas outras estufas, permitindo que se mantivessem três temperaturas diferentes e albergando-se assim espécies africanas, asiáticas e americanas.

## Estatuária

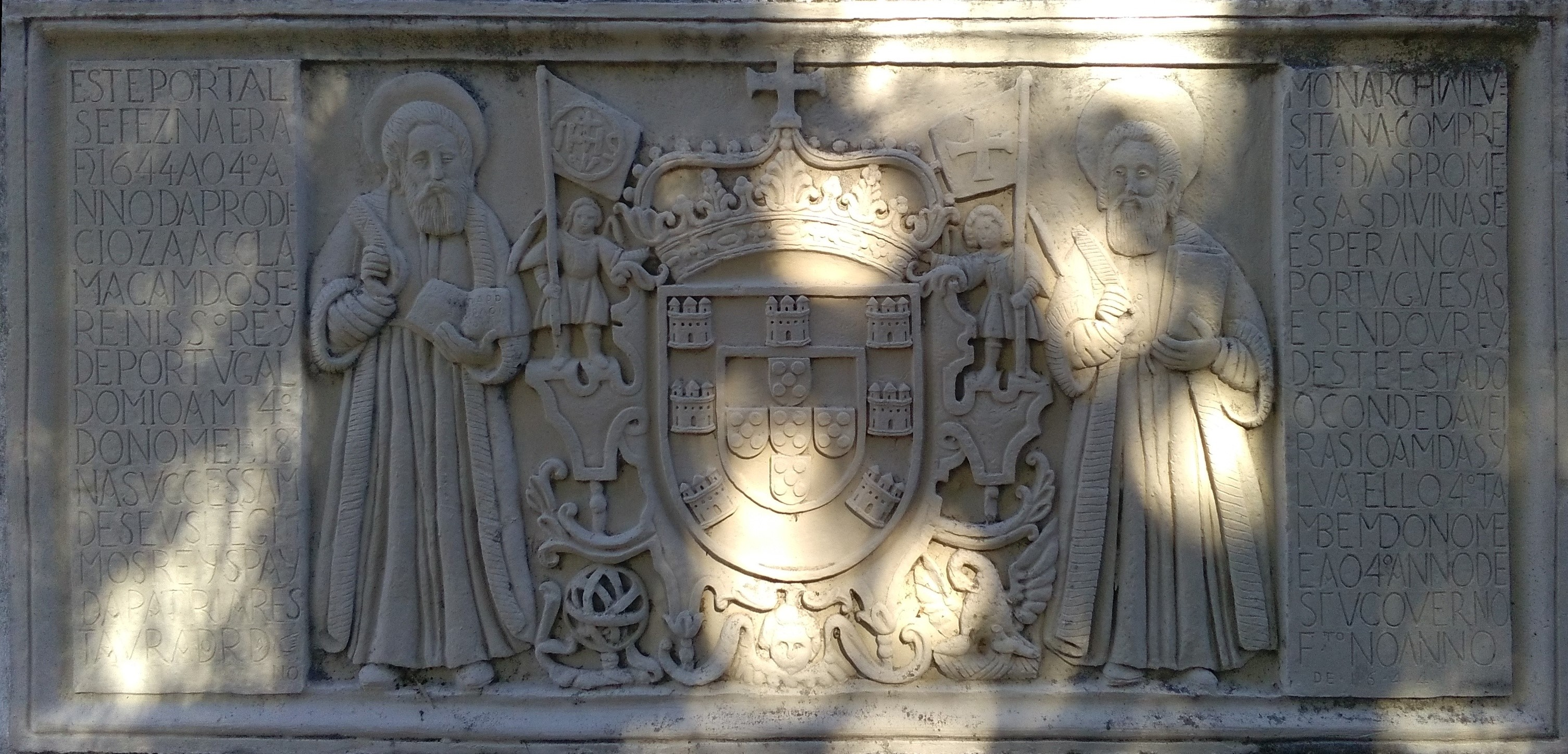
Baixo-relevo de 1644

Uma das obras de escultura mais antigas do jardim é um baixo-relevo datado de 1644, que se localiza atualmente junto à escadaria central que dá acesso ao jardim do Palácio dos Condes da Calheta. Este apresenta o brasão de armas do reino de Portugal, encimado por uma coroa e ainda flanqueado por bandeiras da Companhia de Jesus e da Cruz de Cristo, assim como por dois Evangelistas. Existe ainda uma inscrição, "ESTE PORTAL SE FEZ NA ERA DE 1644 AO 4º ANNO DA PRODICIOZA ACCLAMACAM DO SERENISS'REY DE PORTUGAL DOM IOAM 4º DO NOMEE 18º NA SUCCESSAM DE SEUS LEGI(TI)MOS REYS PAY DA PATRIA RESTAURADOR DA MONARCHIA LUSITANA - COMPREMTº DAS PROMESSAS DIVINAS E ESPERANCAS PORTUGUESAS E SENDO REY DESTE ESTADO O CONDE DAVEIRAS IOAM DA SYLVA TELLO 4º TAMBEM DO NOME E AO 4º ANNO DE SEU COVERVO F(EI)TO NO ANNO DE 1644".
Encontram-se no jardim diversos exemplos de estatuária que data do século XVIII, com origem italiana e portuguesa. Sabe-se que tanto a "Morte de Cleópatra" de Giuseppe Mazzuoli, como a "Caridade Romana" de Bernardo Ludovici foram compradas por D.João V. Encontra-se ainda "Éolo, Deus dos Ventos", produzida na oficina de Machado de Castro (conhecido escultor da Casa Real), e 14 bustos realizados por Manuel de Oliveira. Estes encontram-se dispostos em pares pelo Jardim e terão sido produzidos como representação dos povos das antigas colónias africanas e asiáticas (encontravam-se, anteriormente, dispostos ao longo dos bambus que demarcavam a área do Arco de Macau.

## Jardim Oriental

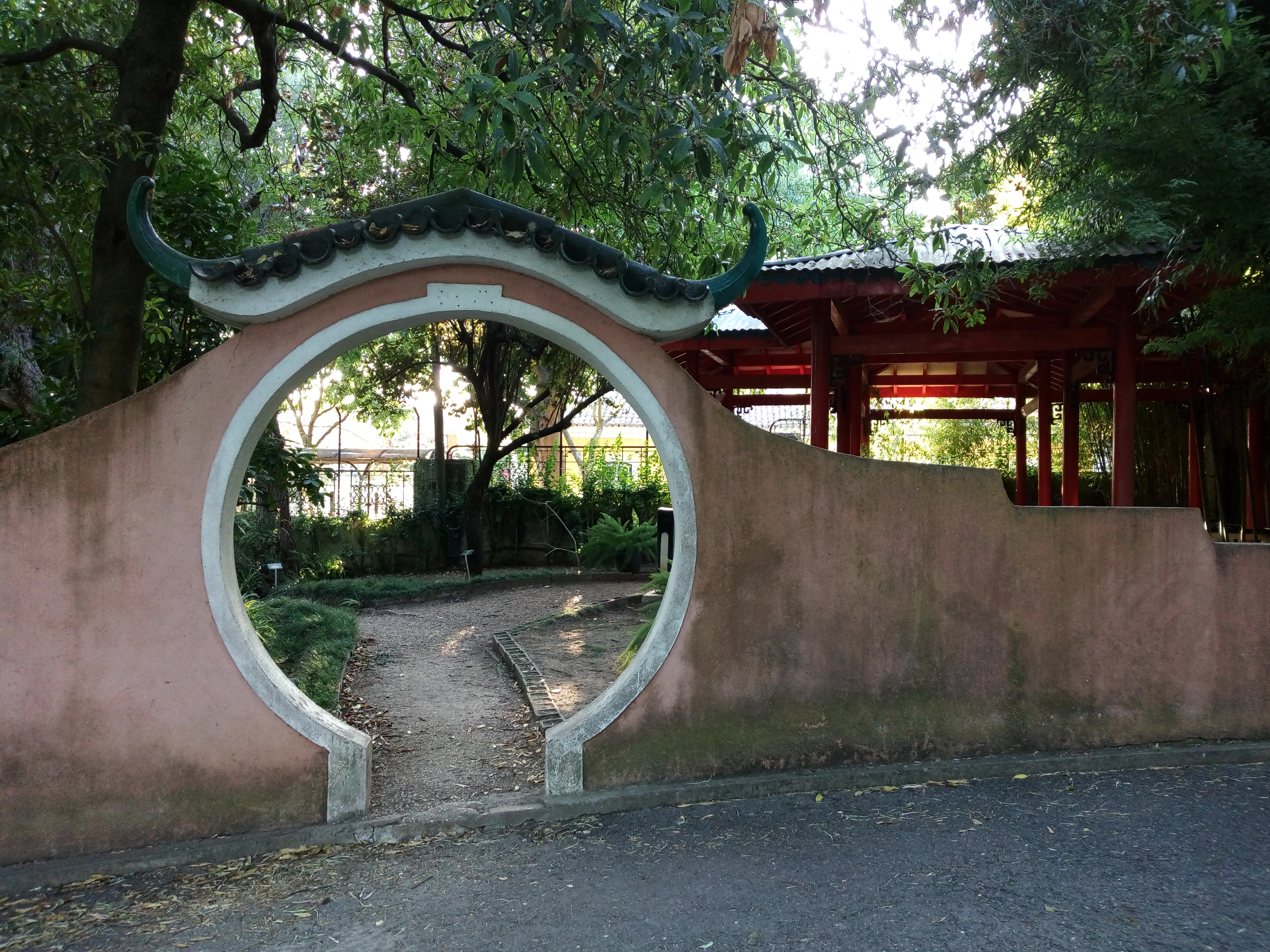
Porta da Lua e Pavilhão Chinês no Jardim Oriental.

Separada do resto do jardim por bambus, esta zona, construída quando o jardim albergou a Secção Colonial da Exposição do Mundo Português (1940), evoca o oriente através de flora das ex-colónias asiáticas. Existe ainda um Pavilhão Chinês, junto à Porta da Lua, lagos, pontes, hibiscos, e um Arco (de Macau) que, durante a Exposição do Mundo Português, assinalava a entrada para uma rua onde se replicava o comércio tradicional de Macau.

## Espécies
- Estufas: bananeiras (Musa sp.), ananazeiros (Ananas sativa), papaeiras (Carica papaia), quineira (Cinchona officinalis), baunilha (Vanilla fragrans), cafeeiro (Coffea sp.), mandioca (Manihot sp.).